# Liste der Länderspiele der palauischen Fußballauswahl

Logo des Fußballverbandes von Palau (Palau Football Association)

Die Liste der Länderspiele der palauischen Fußballauswahl enthält alle Länderspiele der palauischen Fußballnationalmannschaft der Männer. Bisher ist die Mannschaft, bis auf eine Ausnahme, nur bei regionalen Turnieren wie den Mikronesienspielen gegen andere Länder angetreten.

## Länderspielübersicht
Legende
- Erg. = Ergebnis
- n. V. = nach Verlängerung
- i. E. = im Elfmeterschießen
- abg. = Spielabbruch
- H = Heimspiel
- A = Auswärtsspiel
- * = Spiel auf neutralem Platz
- Hintergrundfarbe grün = Sieg
- Hintergrundfarbe gelb = Unentschieden
- Hintergrundfarbe rot = Niederlage

| Nr.                       | Datum        | Erg. | Gegner             |   | Austragungsort                        | Anlass                 | Bemerkung 1 |
| ------------------------- | ------------ | ---- | ------------------ | - | ------------------------------------- | ---------------------- | --- |
| -                         | 28.03.1987 2 | 2:6  | Vanuatu/Tafea F.C. | * | Adelaide (AUS), Hindmarsh Stadium     | OFC Champions Cup 1987 | Palau wurde durch Koror vertreten, Vanuatu durch den Tafea F.C. |
| -                         | 27.07.1998 3 | 7:1  | Yap                | H | Koror (PLW), Emmaus High School Field | Micronesia Games 1998  | Teams bestanden aus 9 Spielern, die Spieldauer betrug 80 Minuten und das Spielfeld war irregulär; Palau wurde auch durch ein Team Palau B am Turnier vertreten, das hauptsächlich aus in Palau lebenden Bangladeschern bestand (Spiele gegen Palau B sind nicht aufgeführt) |
| -                         | 28.07.1998   | 7:1  | Pohnpei            | H | Koror (PLW), Emmaus High School Field | Micronesia Games 1998  | Siehe oben |
| -                         | 31.07.1998 4 | 1:12 | Nördliche Marianen | H | Koror (PLW), Emmaus High School Field | Micronesia Games 1998  | Siehe oben; Resultat gilt nicht als gesichert |
| -                         | 01.08.1998   | 2:15 | Guam               | H | Koror (PLW), Emmaus High School Field | Micronesia Games 1998  | Siehe oben |
| 1                         | 25.07.2014   | 1:3  | Pohnpei            | A | Palikir (FSM), PICS Field             | Micronesia Games 2014  | |
| 2                         | 26.07.2014   | 5:0  | Chuuk              | * | Palikir (FSM), PICS Field             | Micronesia Games 2014  | |
| 3                         | 28.07.2014   | 2:2  | Yap                | * | Palikir (FSM), PICS Field             | Micronesia Games 2014  | |
| 4                         | 29.07.2014   | 1:3  | Pohnpei            | A | Palikir (FSM), PICS Field             | Micronesia Games 2014  | |
| Stand: 30. September 2017 |              |      |                    |   |                                       |                        | |

## Statistik
Legende
- Sp. = Spiele
- Sg. = Siege
- Uts. = Unentschieden
- Ndl. = Niederlagen
- Hintergrundfarbe grün = positive Bilanz
- Hintergrundfarbe gelb = ausgeglichene Bilanz
- Hintergrundfarbe rot = negative Bilanz

### Gegner
| Land    | Kontinentalverband | Sp. | Sg. | Uts. | Ndl. | Torverhältnis |
| ------- | ------------------ | --- | --- | ---- | ---- | ------------- |
| Chuuk   | -                  | 1   | 1   | 0    | 0    | 05:0          |
| Pohnpei | -                  | 2   | 0   | 0    | 2    | 02:6          |
| Yap     | -                  | 1   | 0   | 1    | 0    | 02:2          |
| Gesamt  | Gesamt             | 4   | 1   | 1    | 2    | 09:8          |

### Kontinentalverbände
| Kontinentalverband                 | Sp. | Sg. | Uts. | Ndl. | Torverhältnis |
| ---------------------------------- | --- | --- | ---- | ---- | ------------- |
| AFC (Asien)                        | 0   | 0   | 0    | 0    | 00:0          |
| CAF (Afrika)                       | 0   | 0   | 0    | 0    | 00:0          |
| CONCACAF (Nord- und Mittelamerika) | 0   | 0   | 0    | 0    | 00:0          |
| CONMEBOL (Südamerika)              | 0   | 0   | 0    | 0    | 00:0          |
| OFC (Ozeanien)                     | 0   | 0   | 0    | 0    | 00:0          |
| UEFA (Europa)                      | 0   | 0   | 0    | 0    | 00:0          |
| Gesamt                             | 0   | 0   | 0    | 0    | 00:0          |

### Anlässe
| Anlass                | Sp. | Sg. | Uts. | Ndl. | Torverhältnis |
| --------------------- | --- | --- | ---- | ---- | ------------- |
| Micronesia Games 2014 | 4   | 1   | 1    | 2    | 09:8          |
| Gesamt                | 4   | 1   | 1    | 2    | 09:8          |

### Spielarten
| Spielart                       | Sp. | Sg. | Uts. | Ndl. | Torverhältnis |
| ------------------------------ | --- | --- | ---- | ---- | ------------- |
| Heimspiele (H)                 | 0   | 0   | 0    | 0    | 00:0          |
| Spiele auf neutralem Platz (*) | 2   | 1   | 1    | 0    | 07:2          |
| Auswärtsspiele (A)             | 2   | 0   | 0    | 2    | 02:6          |
| Gesamt                         | 4   | 1   | 1    | 2    | 09:8          |

### Austragungsorte
| Austragungsort | Land        | Sp. | Sg. | Uts. | Ndl. | Torverhältnis |
| -------------- | ----------- | --- | --- | ---- | ---- | ------------- |
| Palikir        | Mikronesien | 4   | 1   | 1    | 2    | 09:8          |
| Gesamt         | Gesamt      | 4   | 1   | 1    | 2    | 09:8          |